# 변순규
변순규(1963년 6월 8일~)는 세계 최초로 명태 완전양식 기술 개발에 성공한 대한민국의 공무원 출신 해양생물학자 겸 대학 교수이다.

## 주요 이력
그는 1963년 경상남도 거창군에서 출생하여 국립부산수산대 자원생물학과에서 수학하였다. 동해수산연구소에서 2015년부터 '명태 살리기 프로젝트'를 이끌었고 2017년 완전양식 기술을 세계 최초로 개발했다.

## 상훈
- 대한민국 공무원상
- 옥조근정훈장